# スティール・パルス
スティール・パルス(Steel Pulse) は、イギリスで結成されたレゲエのグループ。

## 経歴
1975年、バーミンガムのハンズワース・ウッド・ボーイズ・スクールで、リード・ボーカルのデヴィッド・ハインズを中心に結成された。
1978年、ロック・アゲインスト・レイシズムと連携してストラングラーズ等のパンク・ロックのアーティストとツアーを行ったことで注目され、バーニング・スピアの後押しによりアイランド・レコードからデビューアルバム「平等の権利(Handsworth Revolution)」をリリースし、全英チャート(Music Week)9位のヒットを記録した。シングルカットされた「放蕩息子(Prodigal Son)」は、全英チャート(Music Week)35位を記録した。約10万人が参加したロック・アゲインスト・レイシズムのデモ行進と音楽フェスティバルに、ザ・クラッシュ、トム・ロビンソン、シャム69、デニス・ボーヴェルらと出演した。
1984年、アルバム「アース・クライシス(Earth Crisis)」からシングルカットされた「Steppin' Out」は、グラミー賞ベスト・レゲエ・レコーディングにノミネートされた。
1985年、アルバム「Babylon The Bandit」をリリースし、グラミー賞ベスト・レゲエ・アルバムを受賞した。
1989年、スパイク・リー監督の映画「ドゥ・ザ・ライト・シング」のサウンドトラックに「I Can't Stand it」が収録された。
1992年、アルバム「ラスタ百年祭～ライヴ・イン・パリ/RASTAFARI CENTENNIAL LIVE IN PARIS-ELYSEE MONTMARTRE」をリリースし、グラミー賞ベスト・レゲエ・アルバムにノミネートされた。
1994年にリリースされたアルバム「VEX」は、全米レゲエ・アルバム・チャートで7位を記録し、グラミー賞ベスト・レゲエ・アルバムにノミネートされた。
1997年、アルバム「Rage And Fury」をリリースし、グラミー賞ベスト・レゲエ・アルバムにノミネートされた。
1999年、アルバム「Living Legacy」をリリースし、グラミー賞ベスト・レゲエ・アルバムにノミネートされた。
2004年、アルバム「African Holocaust」をリリースし、グラミー賞ベスト・レゲエ・アルバムにノミネートされた。
2019年、アルバム「Mass Manipulation」をリリースし、グラミー賞ベスト・レゲエ・アルバムにノミネートされた。ビルボード・レゲエ・アルバム・チャートでは、1位を記録した。人種差別撤廃を主張するロック・アゲインスト・レイシズム（反人種差別のロック）を追ったドキュメンタリー映画「白い暴動」に出演した。

## ディスコグラフィ

### スタジオ・アルバム
- Handsworth Revolution 平等の権利(1978)
- Tribute to the Martyrs 殉教者に捧ぐ(1979)
- Caught You 束縛(1980)
- True Democracy デモクラシーとはなんだ！(1982)
- Earth Crisis アース・クライシス (1984)
- Babylon the Bandit バビロン・ザ・バンディット (1986)
- State of Emergency ステイト・オブ・エマージェンシー(1988)
- Victims ヴィクティムズ(1991)
- Vex (1994)
- Rage and Fury (1997)
- African Holocaust (2004)
- Mass Manipulation (2019)

## フィルモグラフィ
- White Riot 白い暴動 (2019)